# Hematocele
El hematocele es un tipo de masa escrotal, caracterizada por una colección de sangre alrededor del testículo y tienden a ser considerablemente dolorosos.

## Etiología
El hematocele es generalmente una lesión aguda consecuencia de trauma testicular—incluyendo posoperatorio—, aunque algunos casos pueden ser idiopáticos. Los casos de hematocele crónicos son menos frecuentes y se deben a desgarros o perforaciones en la túnica vaginal o en la albugínea testicular. El diagnóstico acertado de una masa escrotal es importante para preservar el testículo.